# Döme Sztójay

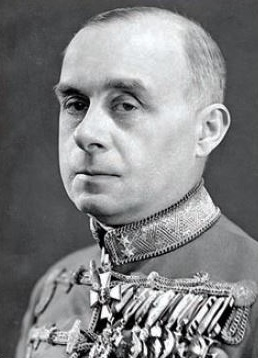
Döme Sztójay

Döme Sztójay (geboren als Dimitrije Stojaković, Versec, 5 januari 1883 - Boedapest, 22 augustus 1946) was een pro-fascistisch Hongaars politicus van Servische afkomst. Hij was vijf maanden lang premier van Hongarije in 1944 en tegelijk ook minister van Buitenlandse Zaken.
Hoewel Ferenc Szálasi vaak als belangrijkste verantwoordelijke voor de Jodenvervolgingen in Hongarije wordt genoemd, is het leeuwendeel van de Hongaarse Joden onder het premierschap van Sztójay gedeporteerd naar Polen om daar te worden omgebracht, in een tijdsbestek van nog geen twee maanden. In deze tijd was Horthy eveneens nog formeel staatshoofd als regent en daarmee eindverantwoordelijke.

## Biografie
Dimitrije Stojaković stamde uit een Servische familie maar trad toe tot het Oostenrijks-Hongaarse leger. Na de val van de Dubbelmonarchie nam hij als legerofficier deel aan de Witte Terreur in Hongarije in Horthy's contrarevolutionaire leger. Hierdoor stond hij aan de winnende kant en werd benoemd tot generaal en was militair attaché in Duitsland van 1925 tot 1933. In 1927 liet hij zijn naam magyariseren tot Döme Sztójay. In 1935 werd hij door Gyula Gömbös benoemd tot ambassadeur in Duitsland, wat hij tot 1944 bleef. 
Toen Nazi-Duitsland Hongarije bezette op 19 maart 1944, werd de Hongaarse regent Miklós Horthy gedwongen om een pro-Duitse premier te benoemen. Hij koos voor Sztójay omdat hij hoopte dat deze als onpartijdig soldaat een gematigd beleid zou voeren. Sztójay had echter tijdens zijn tijd in Duitsland intensief contact met nazi's gehad en was derhalve sterk pro-nazi. Hij legaliseerde de fascistische Pijlkruisers, verbood de vakbonden, zette antifascisten en communisten gevangen, en breidde de militaire bijdrage aan de Asmogendheden uit. Ook nam hij de vervolging van de Hongaarse joden serieus ter hand.
Samen met twee topambtenaren op het ministerie van Binnenlandse Zaken, László Baky en László Endre, organiseerde Sztójay de deportatie van Hongaarse joden naar de vernietigingskampen van de nazi's. Op 29 en 30 april vertrokken de eerste twee transporten richting Auschwitz. Ongeveer 3,800 mensen werden in deze twee treinen vervoerd. Vanaf 15 mei begonnen de grootschalige deportaties. Twee weken lang waren er geen Joden vanuit Hongarije aangekomen, maar vanaf dat moment vertrokken elke dag ongeveer 12,000 Hongaarse Joden naar Auschwitz. Ze werden bij aankomst direct naar de gaskamers gestuurd. Op nog geen twee maanden tijd, van 14 mei tot 8 juli 1944 werden 437,402 joodse mannen, vrouwen en kinderen vanuit Hongarije naar Auschwitz gedeporteerd. 
Dit was echter niet naar de zin van Horthy, die besefte dat de As de oorlog zou verliezen. Meeliftend op de ontevredenheid bij de bevolking wist hij de transporten te stoppen en in augustus met Duitse toestemming Sztójay te ontslaan en te vervangen door Géza Lakatos. Toen Horthy contact met de geallieerden bleef zoeken, dwongen de Duitsers hem met geweld en chantage tot aftreden, en werd de Hongaarse Staat uitgeroepen met Ferenc Szálasi als 'Leider van de Natie'. Sztójay was als kandidaat afgevallen vanwege zijn slechte gezondheid.
Op het einde van de Tweede Wereldoorlog vluchtte Sztójay naar Duitsland, maar werd vervolgens door de geallieerden uitgeleverd aan Hongarije om voor een volksgericht berecht te worden. Hij werd tot de dood veroordeeld wegens misdaden tegen de menselijkheid en werd in augustus 1946 geëxecuteerd.